# Ametastegia carpini
Espèce
Ametastegia carpini est une espèce d'insectes de l'ordre des hyménoptères, de la famille des Tenthredinidae et du genre Ametastegia.

## Répartition
Il est présent en France (dont Nord-Pas-de-Calais).

## Synonymie
Selon BioLib (20 août 2014) :
- Allantus carpini
- Emphytus carpini